# 이선희 (성우)
이선희(1964년 7월 2일 ~)는 대한민국의 성우이다. 1983년 KBS에 입사했으며, 현재는 KBS 18기이다. 한국방송 성우극회 소속.

## 주요 출연작품

### 애니메이션
- 축구왕 슛돌이 (SBS) - 안나(나중)
- 홈런왕 강속구 - 소피
- 핑크요정 페루샤 - 사요
- 볼트화이브 (VIDEO) - 경란
- 마물헌터 요자 - 한정미
- 헬로! 스팽크(투니버스) - 동희

### 외화
- 인어의 노래 (KBS) - 트렌쇼 부인(메리 서머빌)
- 특공대작전 (KBS) - 여성(수지 오웬스)